# Славковые медососы
Славковые медососы (лат. Ramsayornis) — род воробьиных птиц из семейства медососовых (Meliphagidae). Обитают в Северной Австралии и на Новой Гвинее.

## Описание
Птицы небольшого размера. Оперение нижних частей тела бледное с неполной штриховкой, горло, на котором отсутствуют отметины, а также подхвостье белые.

## Ареал
Обитают на севере Австралии и на юге Новой Гвинеи.

## Систематика
По опубликованной Driskell A. C. и Christidis L. в 2004 году классификации, основанной на молекулярном анализе, славковые медососы входят в одну группу с Conopophila, Timeliopsis, Melilestes, Melipotes, Macgregoria, Epthianura, Ashbyia, наиболее близки с Conopophila, с которым у них также схожее строение черепа. Некоторые общие черты в строении черепа с медососами рода Myzomela  являются результатом конвершентной эволюции.

### Классификация
Международный союз орнитологов относит к роду 2 вида:
- Ramsayornis fasciatus (Gould, 1843) — Пестрогрудый славковый медосос
- Ramsayornis modestus (Gray, 1858) — Красноклювый славковый медосос